# Scinaxinae
Scinaxinae is een onderfamilie van kikkers uit de familie boomkikkers (Hylidae).
De groep werd voor het eerst wetenschappelijk beschreven door William Edward Duellman, Angela B. Marion en Stephen Blair Hedges in 2016. Er zijn vier geslachten en 132 soorten, die voorkomen in delen van Midden- en noordelijk Zuid-Amerika.

## Geslachten
Onderfamilie Scinaxinae
- Julianus
- Ololygon
- Scinax
- Sphaenorhynchus

Acridinae · 
Cophomantinae · 
Dendropsophinae · 
Hylinae · 
Lophyohylinae · 
Pseudinae · 
Scinaxinae